# 貝內薩特鄉

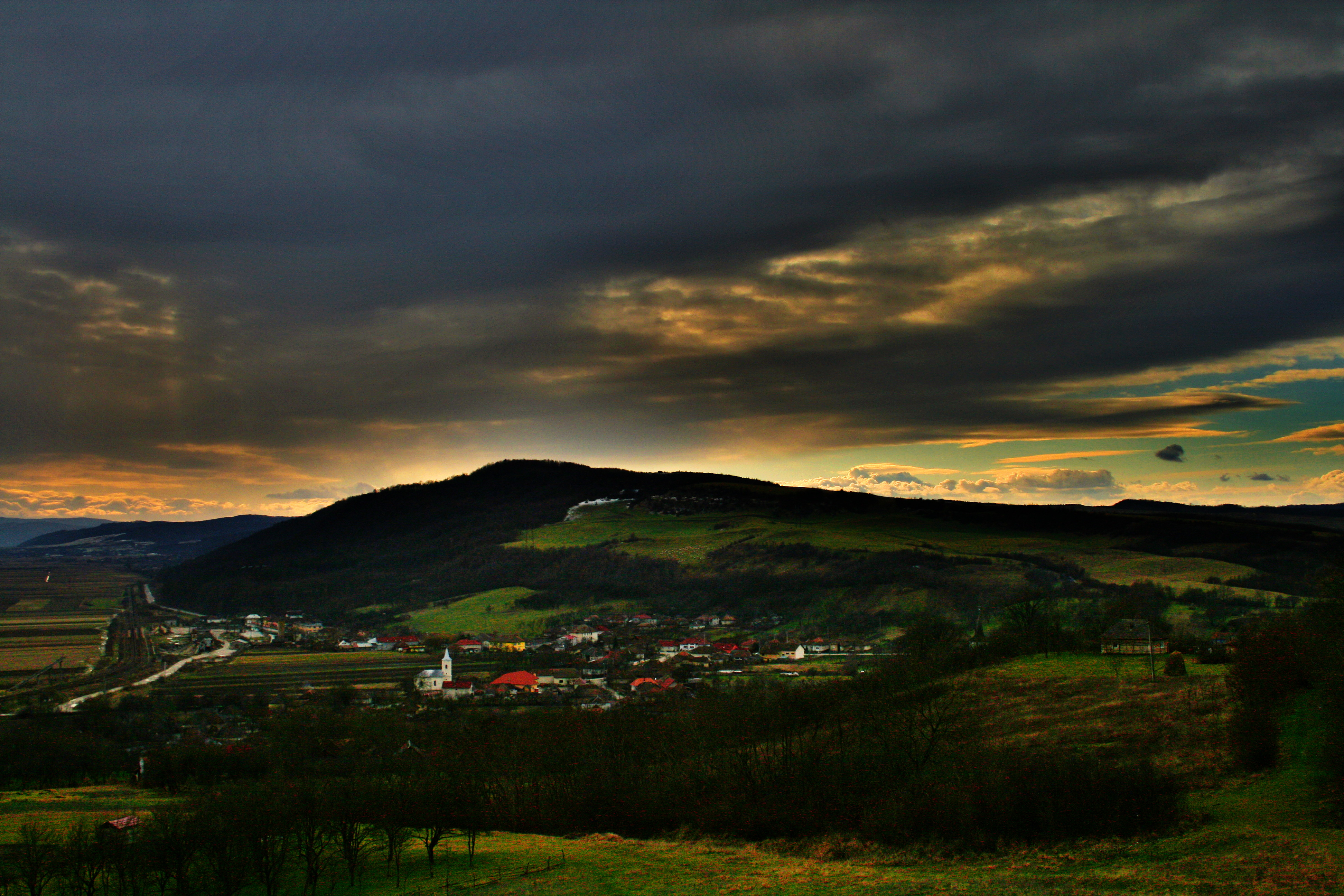

47°25′N 23°18′E / 47.417°N 23.300°E
貝內薩特鄉（羅馬尼亞語：Comuna Benesat, Sălaj），是羅馬尼亞的鄉份，位於該國西北部，由瑟拉日縣負責管轄，面積29平方公里，海拔高度185米，2007年人口1,626，人口密度每平方公里57人。